# Памятник Мандельштаму (Владивосток)
Памятник Осипу Мандельштаму во Владивостоке — скульптура поэта Осипа Мандельштама, установленная во Владивостоке. Изначально стоял позади бывшего кинотеатра «Искра», а после вандализма был перенесен на ул. Гоголя 41 (в сквере ВГУЭС). Это первый памятник Мандельштаму, установленный в России.

## История
Автор бронзовой фигуры поэта приморский скульптор Валерий Ненаживин. Скульптура родилась из стихов после того как в 1983 году друг Валерия Ненаживина привез ему сборник стихов Мандельштама из образов которых родилась идея создания памятника. Через два года был готов глиняный слепок будущей скульптуры, а затем сделали и железобетонный памятник.
Осип Мандельштам был арестован в мае 1934 года за стихотворение, посвящённое самому И. Сталину. Оно существовало только в рукописном виде. Передавалось шепотом. А впервые было опубликовано 30 лет спустя: «Мы живём, под собой не чуя страны, Наши речи за десять шагов не слышны…». Мандельштам получил три года ссылки в Воронеже, подальше от столицы.
Во второй раз поэта арестовали в Москве в мае 1938 года, предъявив обвинение в контрреволюционной деятельности. Следствие длилось не долго. Мандельштам был вынужден признать обвинения. Осенью он написал письмо брату, которое чудом дошло до адресата: «Я нахожусь — Владивосток, СВИТЛ, 11-й барак. Получил пять лет за контрреволюционную деятельность. Из Москвы этап выехал 9 сентября, приехал 21 октября. Здоровье очень слабое. Истощен до крайности, исхудал, неузнаваем почти…»
Немногие оставшиеся в живых обитатели 11-го барака вспоминали позже, что Мандельштам был крайне слаб и не мог ходить на работы. Попал в лагерную больницу. А небывалые морозы начала зимы 1938 года ускорили его смерть. Теперь известно, что 47-летний Осип Мандельштам погиб от истощения в декабре 1938 года в пересыльном лагере Владивостока и был похоронен в общей могиле в районе нынешней Второй Речки.
Именно во Владивостоке десять лет назад появился первый в мире памятник поэту. Но поскольку на месте прежних лагерных бараков теперь стоят жилые дома, а точное место захоронения Мандельштама неизвестно, для этого был выбран сквер за кинотеатром «Искра». В октябре 1998 года к трагической дате 60-летия со дня смерти поэта, там была установлена скульптура работы Валерия Ненаживина. На открытии присутствовал писатель Андрей Битов, а акция проходила при поддержке Русского ПЕН-центра и Мандельштамовского сообщества России.
Поэт в скульптурной композиции изображен в длинном плаще наподобие халатов заключенных, у него откинута голова и правая рука поднесенна к горлу. Скорбный образ поэта, по мнению Приморской краевой публичной библиотеки им. А. М. Горького отзывает к воспоминаниям о череде страдальцев, которые были безвинно репрессированы в 1930-е гг. Статуя была установлена на низком постаменте прямоугольной формы.
В апреле 1999 года железобетонная скульптура была разрушена. В декабре 2001 года памятник был повторно установлен в том же самом сквере уже из чугуна, но поэта в покое не оставили. После пяти повторных инцидентов в 2003 году коллектив ВГУЭС обратился к городским властям с предложением перенести многострадальный монумент в сквер университета, куда он и был перенесен. На изначальном месте осталось только бетонное пятно фундамента.